# Rheocricotopus mediocris
Rheocricotopus mediocris är en tvåvingeart som först beskrevs av Oskar Augustus Johannsen 1932.  Rheocricotopus mediocris ingår i släktet Rheocricotopus och familjen fjädermyggor. Inga underarter finns listade i Catalogue of Life.